# Ludà de Nordhouse
Ludà o Ludè, en francès Ludan o Loudain (Escòcia, s. XII - Nordhouse, Alsàcia, 1202), fou un pelegrí escocès que va morir mentre feia camí. És venerat com a sant per l'Església catòlica.

## Vida i llegenda
Fill d'un noble d'Escòcia, va fer el pelegrinatge vers Jerusalem, on volia visitar els llocs sants. Al camí de retorn, va morir de fred a Nordhouse (Alsàcia), on el seu cadàver va ésser trobat sota un arbre el 12 de febrer de 1202. La tradició diu que s'hi trobà un escrit a la seva bossa que deia: "Sóc el fill del noble Hildebob, duc d'Escòcia, i m'he fet pelegrí per l'amor de Déu".

## Veneració
El seu nom és invocat a Alsàcia per evitar o guarir el mal de cames. A Hipsheim s'edificà una capella en honor seu, on hi ha una tomba que es diu del sant, de 1492. La seva festivitat litúrgica és el 12 de febrer.